# Pálmafütyülőlúd
A pálmafütyülőlúd vagy karibi fütyülőlúd (Dendrocygna arborea) a lúdalakúak (Anseriformes) rendjébe, ezen belül a récefélék (Anatidae) családjába és a fütyülőludak (Dendrocygninae) alcsaládjába tartozó faj.

## Rendszerezése
A fajt Carl von Linné svéd természettudós írta le 1758-ban, az Anas  nembe Anas arborea néven.

## Előfordulása
A Karib-térség szigetein honos. Természetes élőhelyei a szubtrópusi és trópusi mangroveerdők, mocsári erdők, édesvízi mocsarak és tavak, valamint szikes lagúnák és tengerpartok. Állandó, nem vonuló faj.

## Megjelenése
Testhossza 58 centiméter, testtömege 760-1320 gramm. Hangja a többi fütyülőlúdhoz hasonlóan jellegzetes, három hangból álló dallamos fütty.

## Életmódja
Vízben úszva és búvárkodva keresi táplálékát. Növényi részekkel, magvakkal, kisebb gerinctelenekkel táplálkozik.
|  |

## Szaporodása
Fészkét többnyire fűből és gyökerekből építi, fészekalja 10–16 tojásból áll.

## Természetvédelmi helyzete
Az elterjedési területe nagyon nagy, egyedszáma 6000-15000 példány közötti és csökken. A Természetvédelmi Világszövetség Vörös listáján mérsékelten fenyegetett fajként szerepel.